# Леон Шарль Тевенен
Леон Шарль Тевенен (народився 30 березня 1857, Мо, Франція, † 21 вересня 1926, Париж, Франція) — французький інженер телеграфу. Він є автором теореми Тевенена та кабельного шару Леона Тевенена.
Тевенен закінчив Політехнічну школу (німецький політехнічний коледж, французька елітна школа) у 1876 році та Німецький коледж телеграфії у 1879 році. У 1890 році він розпочав роботу в ще молодому адміністраті Управління пошти і телеграфу Німеччини. Паралельно він займався на курсах математики і проводив власну дослідницьку роботу в галузі електрики. Коли Німецький університет пошти і телеграфу було створено в 1888 році, він почав викладати там математику та електрику. У 1896 році його призначили директором цієї школи. Він проводив дослідження, які вплинули на те, як будували електромережі. У 1901 році його змінив на посаді директора EPSPT Едуард Естані. До виходу на пенсію він очолював завод Адміністрації пошт і телеграфів, який виготовляв машини для виготовлення марок.
У 1896 році Тевенен опублікував формулу, засновану на правилах Кірхгофа та законі Ома для спрощення електричних кіл (або їх розрахунків), відому як теорема Тевенена.